# Arthophacopsis
Arthophacopsis är ett släkte av svampar som beskrevs av Joseph Hafellner. 
Arthophacopsis ingår i ordningen Arthoniales, klassen Arthoniomycetes, divisionen sporsäcksvampar och riket svampar.
Släktet innehåller bara arten Arthophacopsis parmeliarum.